# Banguí
Banguí es un municipio de la provincia de Ilocos Norte en Filipinas. Según el censo del 2000, tiene 14,327 habitantes.

## Barangayes
Banguí se divide administrativamente en 15 barangayes.
- Abacá
- Bacsil
- Banban
- Baruyen
- Dadaor
- Lanao
- Malasin
- Manayon
- Masikil
- Nagbalagan
- Payac
- San Lorenzo (Población)
- San Isidro
- Taguiporo
- Utol

## Historia
El municipio de Pagudpud data del 5 de julio de 1954 siendo segregado  su término del de Banguí.
- Datos: Q39326
- Multimedia: Bangui, Ilocos Norte / Q39326

1. ↑  Worldpostalcodes.org, código postal n.º 2920.